# Fábio Azevedo
Fábio Azevedo (São Paulo, 7 de fevereiro de 1979) é ator, dublador, diretor de dublagem, tv e teatro e apresentador brasileiro. Desde 1998 trabalha com dublagem. É o dublador oficial de Benedict Cumberbatch no Brasil.

## Carreira
Fábio Azevedo iniciou sua carreira ainda criança fazendo filmes publicitários para a TV e em 1998 foi convidado para atuar no filme Caminho dos Sonhos, de Felipe Bonardi. Em 2000, foi o protagonista da sétima temporada do seriado teen Malhação, onde fez par romântico com Ludmila Dayer. Em 2003, foi o protagonista da telenovela Jamais Te Esquecerei do SBT A partir de 2004 começou a se dedicar mais a área da dublagem e hoje, além de dublar, dirige a dublagem de grandes produções da Disney, como filmes da Marvel e Star Wars.
Atuou em mais dois longas metragens no cinema e em várias peças de teatro. Também atuou em programas de TV, como Sandy e Jr., turma do Didi, Floribela, Linha direta, Telecurso, etc. Dirigiu programas na TV Cultura, videos-clip e peça de teatro. Também ministrou aulas de teatro para alunos da USP, curso da Poli.

## Vida pessoal
É casado com Paula Junqueira desde 2002, com quem tem um filho.

## Dublagem
| Personagem               | Ator                 | Título                                   |
| ------------------------ | -------------------- | ---------------------------------------- |
| Kyle Crane               | -                    | Dying Light                              |
| Ventânia                 | Steven Clay Hunter   | O Bom Dinossauro                         |
| Doutor Estranho          | Benedict Cumberbatch | Doutor Estranho                          |
| Doutor Estranho          | Benedict Cumberbatch | Thor: Ragnarok                           |
| Doutor Estranho          | Benedict Cumberbatch | Vingadores: Guerra Infinita              |
| Doutor Estranho          | Benedict Cumberbatch | Vingadores: Ultimato                     |
| Doutor Estranho          | Benedict Cumberbatch | What If...?                              |
| Doutor Estranho          | Benedict Cumberbatch | Homem-Aranha: Sem Volta Pra Casa         |
| Doutor Estranho          | Benedict Cumberbatch | Doutor Estranho no Multiverso da Loucura |
| Fera                     | Dan Stevens          | A Bela e a Fera                          |
| Dave                     | -                    | Neo Yokio                                |
| vozes adicionais         | vozes adicionais     | Uma Dobra no Tempo                       |
| Richard Kester           | Jim Rash             | Lucifer                                  |
| Bernie Webber            | Chris Pine           | Horas Decisivas                          |
| Caleb                    | Chris Pine           | Os Últimos na Terra                      |
| Styvesan                 | Alex Karpovsky       | O Dia da Namorada                        |
| Bret                     | Alexander DiPersia   | Quando as luzes se apagam                |
| Dante Bishop             | Edwin Hodge          | The Purge: Election Year                 |
| L.A. Reid                | Greg Davis Jr        | Toni Blaxton: O Filme da sua Vida        |
| Eddie                    | Jason Faunt          | O Filho Intruso                          |
| Gordan                   | Jonathan Breck       | Jovens Loucos e Mais Rebeldes            |
| Jonah                    | Diego Luna           | Herança de Sangue                        |
| Ellis Jones              | Michiel Huisman      | The Age of Adaline                       |
| Smitty Riker             | Luke Bracey          | Até o último Homem                       |
| Hidan                    | -                    | Naruto Shippuden                         |
| Milton Vinícius          | Rodrigo Frampton     | Violetta                                 |
| Vozes adicionais         | Vozes adicionais     | O Quebra-Nozes e os Quatro Reinos        |
| Springload               | -                    | Transformers: Robots in Disguise         |
| Ginyu, Kasseral e Tagoma | -                    | Dragon Ball Super                        |
| Deacon                   | Sam Witwer           | Days Gone                                |

## Filmografia

### Televisão
| Ano     | Título                   | Personagem                   | Notas                       |
| ------- | ------------------------ | ---------------------------- | --------------------------- |
| 1999    | Sandy & Junior           | Otto                         | Temporada 1                 |
| 2000–01 | Malhação                 | Marcelo Malta                | Temporada 7                 |
| 2003    | Jamais Te Esquecerei     | Danilo Mesquita              |                             |
| 2005    | Linha Direta             | Zé Arigó                     | Episódio: "Zé Arigó"        |
| 2005    | Senta Que Lá Vem Comédia | Adriano                      | Episódio: "O Primo"         |
| 2006    | Floribella               | Jean                         | Episódios: "12–30 de junho" |
| 2007    | Telecurso Tec            | Vários personagens e direção |                             |
| 2008–09 | Almanaque Educação       | direção                      | [ 6 ]                       |
| 2010–11 | Login                    | Apresentador                 |                             |

### Cinema
| Ano  | Título             | Personagem     |
| ---- | ------------------ | -------------- |
| 1998 | Caminho dos Sonhos | Felipe Bonardi |
| 2006 | 1972               | Ciro           |
| 2015 | Um salve doutor    | Andrio Cândido |

## Teatro
| Ano  | Título                              |
| ---- | ----------------------------------- |
| 2001 | Os Meninos da Rua Paulo             |
| 2002 | Romeu e Julieta                     |
| 2002 | Os Três Mosqueteiro                 |
| 2004 | O Homem de Dentro                   |
| 2005 | A Violência da Carne                |
| 2006 | Rapunzel                            |
| 2006 | Balada: Tinta Branca em Parede Suja |
| 2007 | Direção: Vidas peregrinas           |
| 2007 | A Graça da Vida                     |